# Xã Randolph, Quận Desha, Arkansas
Xã Randolph (tiếng Anh: Randolph Township) là một xã thuộc quận Desha, tiểu bang Arkansas, Hoa Kỳ. Năm 2010, dân số của xã này là 5.266 người.